# Elecciones federales de Alemania de 1884
Las elecciones parlamentarias de Alemania de 1884 se llevaron a cabo el 28 de octubre de 1884. El Partido del Centro siguió siendo el partido más grande en el Reichstag, con 99 de los 397 escaños.  La participación electoral fue del 60,5%.

## Resultados
| #  | Partido político    | Votos     | % de votos válidos | Escaños | Variación (escaños) |
| -- | ------------------- | --------- | ------------------ | ------- | ------------------- |
| 1  | Zentrum             | 1.275.369 | 22.6%              | 99      | -1                  |
| 2  | NLP                 | 987.355   | 17.4%              | 50      | +5                  |
| 3  | DFP                 | 978.436   | 17.3%              | 66      | -40                 |
| 4  | KP                  | 858.589   | 15.2%              | 78      | +28                 |
| 5  | SPD                 | 549.990   | 9.7%               | 24      | +12                 |
| 6  | DRP                 | 387.637   | 6.8%               | 28      | +1                  |
| 7  | PP                  | 209.825   | 3.7%               | 16      | -2                  |
| 8  | ELP                 | 165.571   | 2.9%               | 15      | =                   |
| 9  | DHP                 | 96.388    | 1.7%               | 11      | +1                  |
| 10 | DVP                 | 95.891    | 1.7%               | 7       | -2                  |
| 11 | Otros partidos      | 57.906    | 1.0%               | 3       | -                   |
|    | Votos nulos/blancos | 18.671    | -                  | -       | -                   |
|    | Total               | 5.681.628 | 100.0%             | 397     | =                   |

Fuente: Wahlen in Deutschland